# Chionomys
Chionomys is een geslacht van zoogdieren uit de onderfamilie van de woelmuizen (Arvicolinae). De wetenschappelijke naam van het geslacht werd in 1914 gepubliceerd door Gerrit Smith Miller jr.

## Soorten
Er worden 5 soorten in dit geslacht geplaatst:
- Chionomys gud (Satunin, 1909)
- Chionomys lasistanius (Neuhäuser, 1936)
- Chionomys nivalis (Martins, 1842) – Sneeuwmuis
- Chionomys roberti (O. Thomas, 1906)
- Chionomys stekolnikovi Golenishchev et al., 2022